# Anaheim Sports
Anaheim Sports était une filiale de la division Walt Disney Parks and Resorts de la Walt Disney Company regroupant les  intérêts dans des franchises sportives située à Anaheim dans la banlieue de Los Angeles et qui accueille le parc Disneyland. Les deux franchises dont cette société avait la charge étaient 
- les Mighty Ducks d'Anaheim, une équipe de hockey sur glace
- les Anaheim Angels, une équipe de baseball

Après la vente des deux franchises, la société a été dissoute.

## Historique

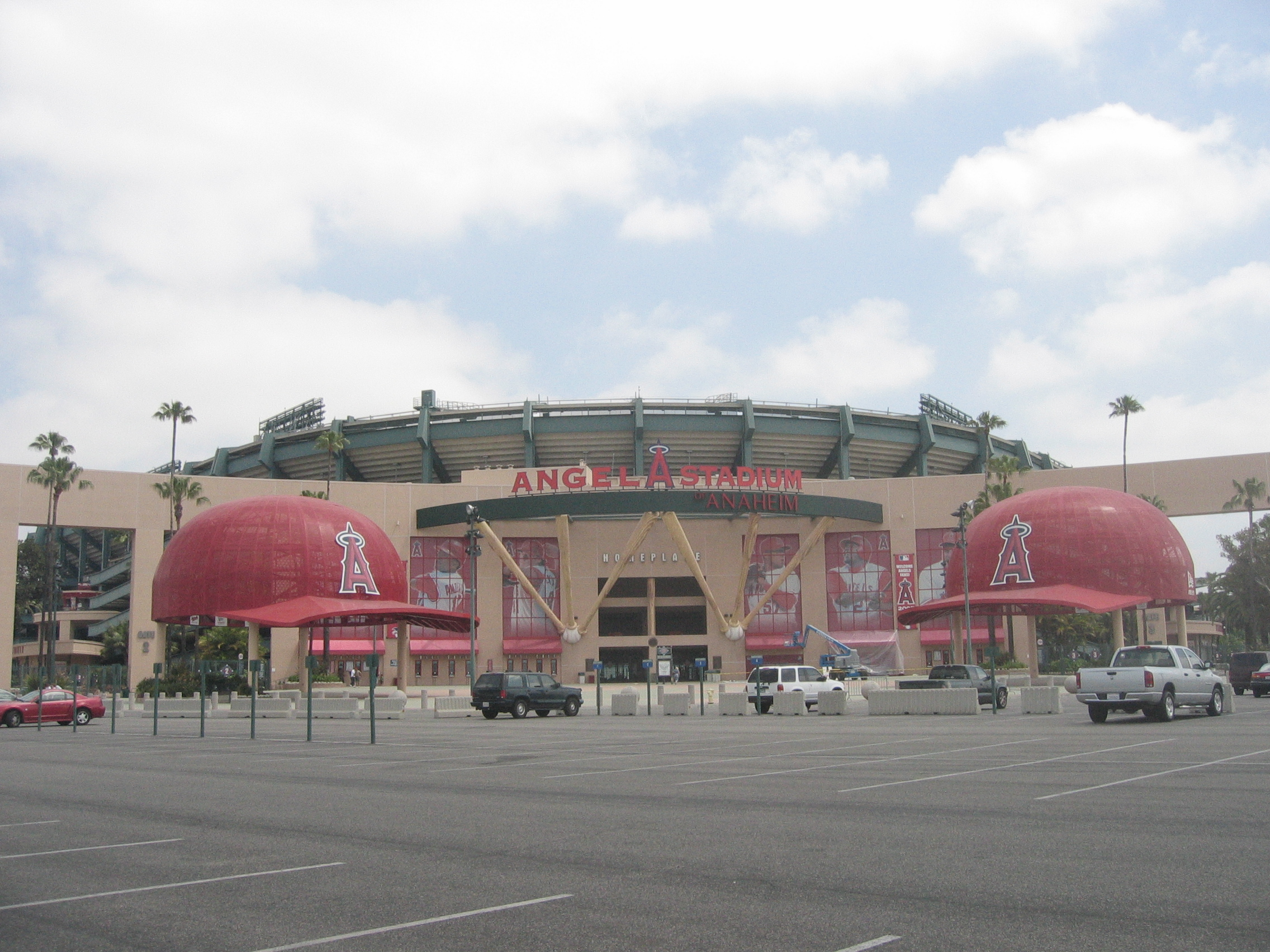
Le Edison International Field of Anaheim rénové, stade des Anaheim Angels.

Le 2 octobre 1992, Walt Disney Pictures sort le film Les petits champions (The Mighty Ducks ou Jeu de puissanceau Québec) et lance une nouvelle vague d'engouement pour le hockey sur glace chez les jeunes. Devant le succès du film, qui rapporta 51 millions de dollars, la Walt Disney Company décide de demander à la LNH l'octroi d'une franchise. Le 9 décembre, la NHL autorise Disney à développer une franchise.
Le 18 mai 1995, la Walt Disney Company annonce son intention d'entrer au capital du club de baseball des California Angels à hauteur de 25 %. L'achat se fait le 15 mai 1996. Il est suivi en novembre par le renommage de l'équipe en Anaheim Angels et s'accompagne d'une rénovation du Anaheim Stadium pour 100 millions de $. Les travaux de rénovation du Anaheim Stadium ont commencé le 1er octobre 1996, transformant la structure vieille de 30 ans en une installation moderne dédiée uniquement au baseball et rebaptisée Edison International Field of Anaheim. Le coût total pour la rénovation du stade a été estimé à plus de 100 millions de dollars et le projet a été achevé à temps pour l'ouverture de la saison, le 1er avril 1998. Après la mort en 1998 de Gene Autry l'autre actionnaire du club, Disney rachète l'intégralité du club.
Le 21 mai 2003, Disney revend les Anaheim Angels pour 180 millions d'USD à Arturo Moreno, un financier de Phoenix.
Le 25 février 2005, Disney annonce son intention de revendre sa licence à Henry Samueli qui gérait déjà le Pond. La vente fut signée le 27 février et acceptée le 16 juin 2005 par la LNH.